# Goniozus claripennis
Goniozus claripennis är en stekelart som först beskrevs av Förster 1851.  Goniozus claripennis ingår i släktet Goniozus, och familjen dvärggaddsteklar. Arten är reproducerande i Sverige.